# Mies Kohsiek
Maria Eva Johanna (Mies) Kohsiek (Amsterdam, 8 november 1896 – aldaar, 20 februari 1987) was een Nederlands actrice.
Ze begon haar loopbaan als onderwijzeres, maar speelde na haar pensionering een aantal rollen in films en op televisie, onder andere in Klaverweide. Ze overleed op 90-jarige leeftijd en werd op 25 februari 1987 begraven op de Nieuwe Oosterbegraafplaats in Amsterdam in het graf van haar ouders.

## Televisie
- Paard eet hoed (1964/1965, NTS)
- De blauwe karbonkel (1965/1966, KRO)
- Moord in de Spuistraat (1966/1967, KRO)
- Maigret (1968/1969, VARA)
- Het oproer kraait (1969/1970, VARA)
- De kleine zielen (1969/1970, NCRV)
- Waar Heb Dat Nou Voor Nodig (1973, VPRO) - als toverheks
- Ik herinner mij (1974/1975, IKOR)
- Volk en vaderliefde (1975/1976, VPRO)
- Klaverweide, aflevering: Met andere ogen (29 mei 1975, VARA) - als Mevrouw Schievink
- Klaverweide, aflevering: Nooit meer terug (9 oktober 1975, VARA) - als oude dame
- Hotel de Botel (5 november 1976, TROS)
- Dubbelleven, aflevering: Als je droomt, wie ben je dan? (31 maart 1978, VARA)
- Dubbelleven, aflevering: Kaviaar en harder bokking (21 april 1978, VARA) - als Mevrouw Albach
- Klaverweide, aflevering: Een voorgenomen huwelijk (1977/1978, VARA)
- Klaverweide, aflevering: Geen vage toestanden (1977/1978, VARA)
- Niets aan de hand (1979/1980, VARA)
- Gaslicht (1979/1980, NCRV)
- De Mounties Show (1980/1981, TROS)
- De Lachende Scheerkwast (1981/1982, VPRO) - als Mevrouw Bensdorp
- De ware Jacob (1983/1984, TROS)
- Opzoek naar Yolanda (1984) - als Mevrouw M.J.C. Bensdorp-van den Vlasakker'
- Kun je me zeggen waar ik woon? (13 maart 1985, NOS)

## Film
- Geen paniek (1973)
- Keetje Tippel (1975)
- Heb medelij, Jet! (1975)
- Happy Days Are Here Again (1975)
- Waar heb dat nou voor nodig (1973) als heks
- Professor Columbus (1968)